# CD34
CD34 è una proteina transmembrana fosfoso-glicoproteina codificata dal gene CD34 negli esseri umani, topi, ratti e altre specie.

## Nome e descrizione
CD34 prende il nome dal cluster del protocollo di differenziazione che identifica gli antigeni della superficie cellulare. CD34 è stato descritto per la prima volta sulle cellule staminali ematopoietiche indipendentemente da Civin et al. e Tindle et al. come una glicoproteina di superficie cellulare e funziona come un fattore di adesione cellula-cellula. Può anche mediare l'attaccamento delle cellule staminali ematopoietiche alla matrice extracellulare del midollo osseo o direttamente alle cellule stromali. Clinicamente, è associato alla selezione e all'arricchimento delle cellule staminali ematopoietiche per i trapianti di midollo osseo. A causa di queste associazioni storiche e cliniche, l'espressione di CD34 è quasi ubiquitariamente correlata alle cellule ematopoietiche, tuttavia è presente anche su molti altri tipi di cellule.

## Funzione
La proteina CD34 è un membro di una famiglia di proteine di sialomucina transmembrana single-pass che mostrano espressione su tessuto ematopoietico precoce e tessuto associato ai vasi. Tuttavia, si sa poco sulla sua esatta funzione.
CD34 è anche un'importante molecola di adesione ed è richiesto per le cellule T di entrare nei linfonodi. È espresso sul linfonodo endoteliale, mentre la L-selectina a cui si lega è sulla cellula T.  Viceversa, in altre circostanze CD34 ha dimostrato di agire come "Teflon" molecolare e bloccare l'adesione del precursore delle cellule mastocitarie, degli eosinofili e delle cellule dendritiche e facilitare l'apertura della lumina vascolare. Infine, dati recenti suggeriscono che il CD34 possa anche giocare un ruolo più selettivo nella migrazione dipendente da chemochine degli eosinofili e dei precursori delle cellule dendritiche.  Indipendentemente dalla sua modalità d'azione, in tutte le circostanze CD34 facilita la migrazione cellulare.

## Distribuzione tissutale
Le cellule che esprimono CD34 (cellule CD34 +) si trovano normalmente nel cordone ombelicale e nel midollo osseo come cellule ematopoietiche o nelle cellule staminali mesenchimali, nelle cellule progenitrici endoteliali, nelle cellule endoteliali dei vasi sanguigni ma non nei linfatici (eccetto i linfatici pleurici), nei mastociti, in un -popolazione di cellule dendritiche (che sono fattore XIIIa-negativo) nell'interstizio e intorno agli annessi del derma della pelle, così come nelle cellule nei tumori dei tessuti molli come DFSP, GIST, SFT, HPC, e in una certa misura in MPNST, ecc. La presenza di CD34 su cellule non ematopoietiche in vari tessuti è stata collegata a fenotipi di cellule staminali adulte e progenitrici.
Il CD34 è espresso in circa il 20% delle cellule staminali ematopoietiche murine, e può essere stimolato e invertito.

## Applicazioni cliniche
Le cellule CD34 + possono essere isolate da campioni di sangue usando metodi immunomagnetici o immunofluorescenza.
Gli anticorpi sono usati per quantificare e purificare le cellule staminali progenitrici ematopoietiche per la ricerca e per il trapianto clinico di midollo osseo. Tuttavia, il conteggio delle cellule mononucleate CD34 + può sovrastimare i blasti mieloidi negli strisci del midollo osseo a causa di ematogeni (precursori dei linfociti B) e CD34 + megacariociti.
Le cellule osservate come CD34 + e CD38- sono di una forma primitiva indifferenziata; cioè, sono cellule staminali emopoietiche multipotenti. Quindi, a causa della loro espressione CD34 +, tali cellule indifferenziate possono essere eliminate.
Nei tumori, CD34 si trova nel sarcoma della parte morbida alveolare, preB-ALL (positivo nel 75%), AML (40%), AML-M7 (la maggior parte), dermatofibrosarcoma protuberante, tumori stromali gastrointestinali, fibroblastoma a cellule giganti, sarcoma granulocitico,  sarcoma di Kaposi, liposarcoma, istiocitoma fibroso maligno, tumori maligni delle guaine dei nervi periferici, emangiopericitomi mengingeali, meningiomi, neurofibromi, schwannomi e carcinoma papillare della tiroide.
Un CD34 negativo può escludere il sarcoma di Ewing / PNET, il miofibrosarcoma della mammella e i tumori miofibroblastici infiammatori dello stomaco.
L'iniezione di cellule staminali ematopoietiche CD34 + è stata applicata clinicamente per il trattamento di varie malattie tra cui la lesione del midollo spinale, cirrosi epatica e malattia vascolare periferica.